# شیطان (فیلم ۱۹۹۸)
شیطان (به هندی: Badmaash) فیلمی محصول سال ۱۹۹۸ و به کارگردانی گولتام پاوار است. در این فیلم بازیگرانی همچون جکی شروف، شلیپا شیرودکار، پران، پارش راوال، ویجو خوته ایفای نقش کرده‌اند.